# Géologie de la Lune
Ne doit pas être confondu avec Géographie de la Lune.

Carte géologique de la Lune à l'échelle 1:2500000, par l'Académie chinoise des sciences.

La géologie de la Lune, parfois appelée sélénologie bien que ce dernier terme désigne plus généralement l'étude scientifique de la Lune, est bien différente de celle de la Terre : la Lune n'ayant ni atmosphère ni cours d'eau, l'érosion due aux phénomènes météorologiques est absente ; la tectonique des plaques, telle qu'on la connaît sur Terre, n'y a pas d'équivalent ; la gravité y est faible ; son sol s'échauffe et se refroidit plus rapidement du fait de l'absence d'atmosphère jouant un rôle tampon.
La Lune est un astre différencié, avec une croûte, un manteau et un noyau. La surface lunaire résulte d'une géomorphologie complexe combinant différents processus, comme les impacts météoritiques et le volcanisme.

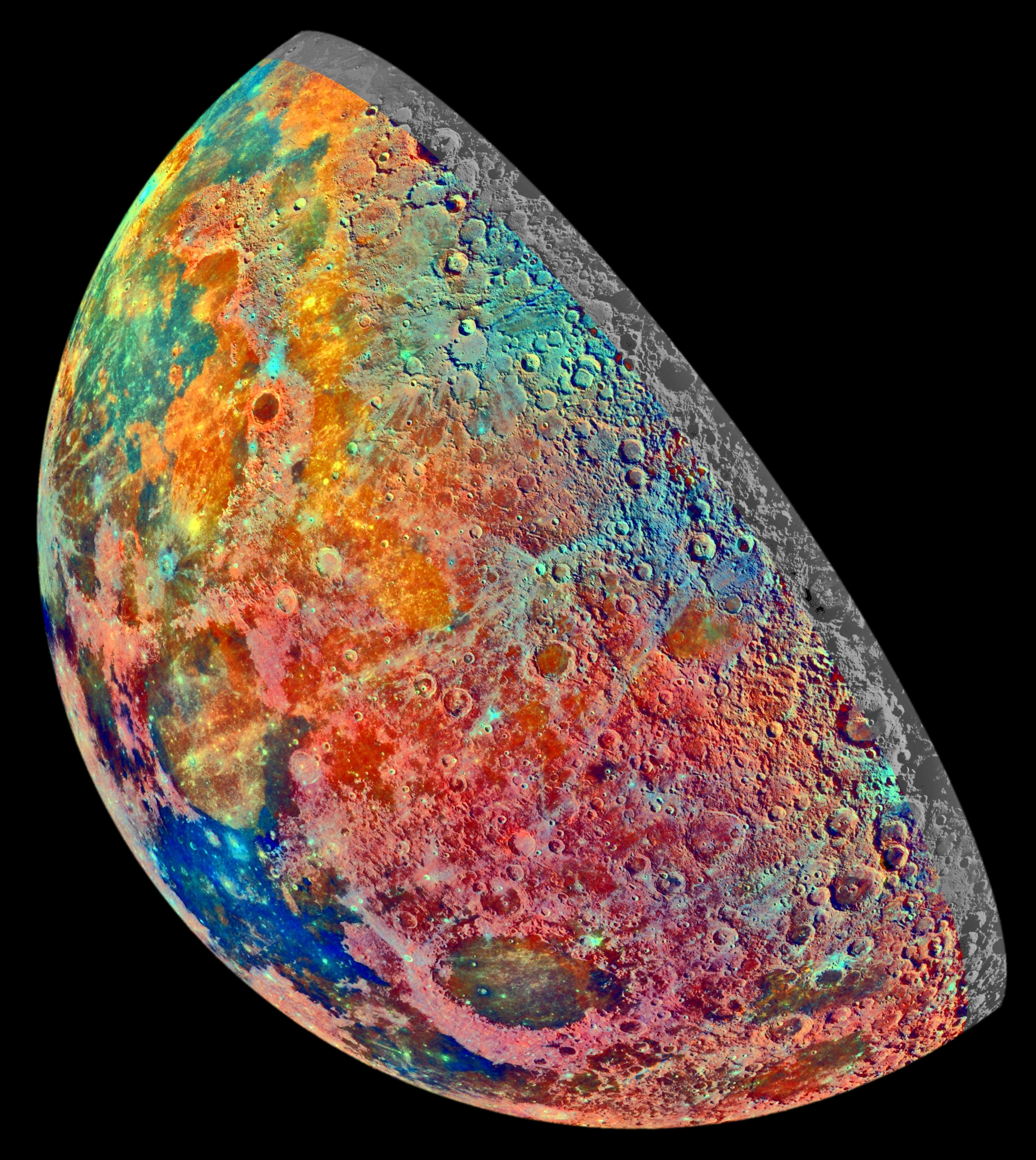
Image colorisée de la Lune prise par la sonde spatiale Galileo.

Les études géologiques de la Lune sont basées sur la combinaison d'observations télescopiques depuis la Terre, de mesures en orbite par des engins spatiaux, d'analyses des échantillons de roches lunaires et des données géophysiques.
Peu d'endroits ont été visités au cours des missions du programme Apollo à la fin des années 1960 et au début des années 1970, qui ont rapporté sur Terre environ 385 kg de roches lunaires (stockées en majorité depuis 1979 au Lunar Sample Laboratory Facility à Houston), ainsi que de plusieurs missions de l'Union soviétique via le programme Luna. La Lune est le seul corps extraterrestre pour lequel on dispose d'échantillons dont on connaît l'origine géologique. Plusieurs questions sur les caractéristiques géologiques de la Lune restent cependant sans réponse.

## Formation

L'un des scénarios de formation de la Lune, l'hypothèse de l'impact géant, représenté schématiquement.

La Lune s'est formée il y a environ 4,4 milliards d'années. Plusieurs hypothèses ont été proposées pour rendre compte de sa formation :
- la Lune aurait été le résultat d'une fission (théorie de la « Lune fille de la Terre »), proposée en 1880 par George Darwin selon laquelle une rotation rapide de la Terre à l’état fluide aurait provoqué l’éjection d’un lambeau de matière par effet centrifuge[2] ;
- ou d'une capture (théorie de la « Lune cousine de la Terre »), selon laquelle la Lune formée ailleurs dans le Système solaire aurait été attirée par la Terre par effet gravitationnel[3] ;
- ou bien de l'accrétion simultanée de la proto-Lune et de la proto-Terre (théorie de la « Lune sœur de la Terre »), les deux objets s'étant formés séparément dans la même région de l'espace[4] ;
- ou encore d'une énorme collision entre la proto-Terre et une petite planète d'une taille équivalente à celle de Mars (hypothèse de l'impact géant rasant), soit en gros 1/10e en masse de la Terre, cette dernière théorie s'étant imposée (malgré plusieurs incohérences encore non résolues[5]) après que des échantillons lunaires issus du programme Apollo ont invalidé les trois premières.

Des nombreux éjectas issus de la proto-Terre comme de l'impacteur, la plupart seraient rapidement retombés sur la Terre ; environ 1 % serait resté en orbite pour former un anneau. Par collisions et agrégations, ces restes auraient formé la Lune en environ une dizaine d'années après la collision de l'impacteur avec la Terre. L'activité géologique lunaire a ensuite permis de grands épanchements de lave basaltique, formant les mers lunaires, ainsi que la genèse de flottats d'anorthosites qui constituent une autre partie de la croûte lunaire. Du fait de sa petite taille, l'activité interne de la Lune a rapidement cessé, par refroidissement lié à la perte de chaleur en surface. La phase dite de grand bombardement tardif qui, vers 4,2 à 4,0 Ga, a traversé le système solaire interne, a fortement marqué la surface de la Lune de cratères. Depuis, le flux météoritique continue à affecter sa surface, néanmoins celle-ci reste encore extrêmement marquée par ces évènements précurseurs.

## Sol lunaire

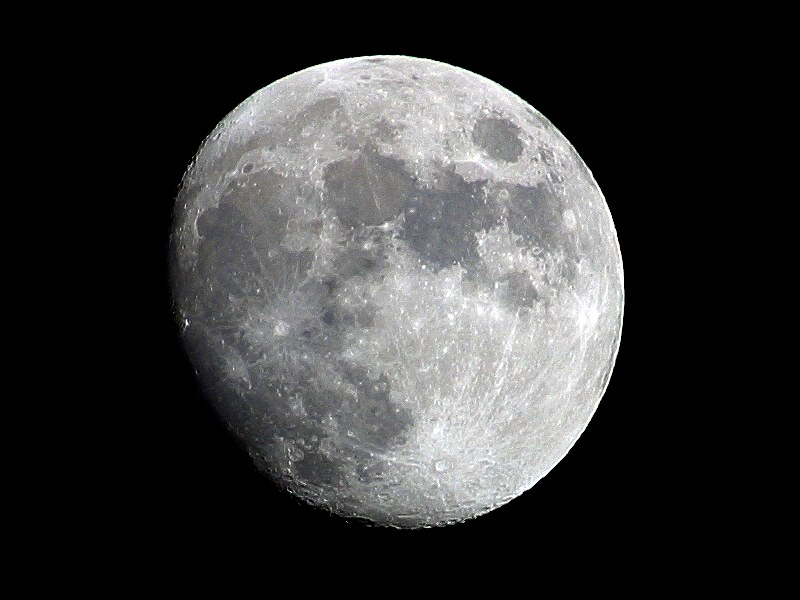
Sur cette image de la Lune, les points foncés représentent les mers lunaires et le reste en plus pâle, les terres lunaires.

Lors des précédentes explorations sur la Lune, les astronautes ont rapporté plusieurs sortes d'échantillons venant de deux zones précises. La première se situant sur les mers lunaires et la seconde, les terres lunaires.

### Mers lunaires

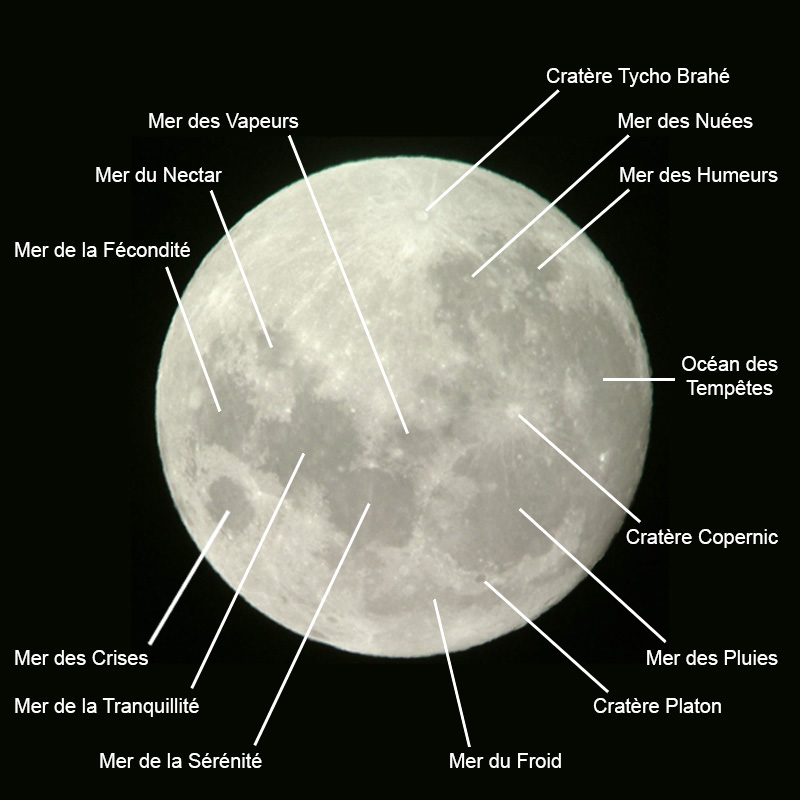
Principales mers lunaires et cratères.

Les mers sont des plaines de lave solidifiée qui remplissent le fond des grands bassins d'impact. La plupart des épanchements volcaniques à l'origine de ces mers ont eu lieu le long des fissures des bassins d'impact.
Dans les mers, les roches retrouvées sont des basaltes, roches volcaniques composées d'olivine et d'autres formées de pyroxène. Il y a également des impactites du socle et des impactites de basaltes.
Les roches de composition chimique basaltique se divisent en plusieurs variétés : entièrement cristallins, à grain fin, à cristaux (gabbros) et d'autres qui contiennent plus ou moins de verre. On les trouve sur la surface de la Lune, car le magma dont proviennent les basaltes s'est cristallisé rapidement.
Les échantillons de basalte ont été pris dans plusieurs mers : de la Tranquillité, des Pluies, de la Fécondité et dans l'océan des Tempêtes. Elles sont pour la plupart de couleur gris foncé. Elles ont une forte teneur en fer et en titane et possèdent peu d'aluminium. Celles qui proviennent des régions montagneuses sont des roches plus claires qui par contre sont plus riches en aluminium et en calcium et plus pauvres en fer et en titane.
Des tunnels de lave lunaires (bien plus grands que les tunnels de lave sur Terre en raison de la gravité plus faible) sont présents dans les sous-sols de l'astre et pourraient un jour permettre à l’Homme de s'y établir durablement : leurs toits épais fourniraient une protection naturelle contre le rayonnement solaire, les rayons cosmiques, les impacts météoriques et l’amplitude thermique extrême. Le projet de colonisation de la Lune pourrait y installer un habitat pressurisé conçu pour apporter un environnement respirable et servir de base de vie.

### Terres lunaires
Dans les terres qui correspondent géographiquement à des highlands, on retrouvait également de l'olivine et du pyroxène, comme dans les mers lunaires. Cependant, il y a des minéraux présents sur les terres qui ne sont pas présents dans les mers, comme le feldspath, ainsi que des verres...

### Failles
Le relief lunaire est parcouru par des failles de compression (rides concentriques aux mers correspondant à un réajustement isostatique à la suite de l'impact de météorites et de la compression exercée par le poids des laves) et des failles de distension (crevasse lunaire appelée rille, rarement sous forme de faille individuelle mais le plus souvent sous forme de graben) également liées à l'isostasie.
Ces failles se traduisent au niveau de la topographie lunaire par des sillons rectilignes et curvilignes observables avec des instruments astronomiques. Les sillons sinueux, à l'image d'une rivière ancienne, correspondent généralement à des chenaux creusés par les laves en régime turbulent (coulées de lave solidifiée) ou à d'anciens tubes de lave (chenaux dont le toit solidifié s'est par la suite effondré).

### Eau
Bien qu'il soit difficile d'envisager de l'eau à l'état liquide ou gazeux sur la Lune puisque cet astre ne possède pas une gravité suffisante pour avoir une atmosphère adéquate, des chercheurs ont envisagé la possible présence d'eau sous forme de glace. À la suite des missions Lunar Prospector et Clementine, les hypothèses supposaient que la glace serait dans les cratères de la lune, tout près du pôle sud lunaire, à l'abri du Soleil qui, le jour, la ferait s'évaporer et disparaitre. Le 13 novembre 2009, la NASA a annoncé qu'elle avait découvert « des quantités significatives » d'eau à la surface de la Lune, près du pôle sud, à la suite de l'analyse des projections provenant de l'impact volontaire de la sonde LCROSS avec l'astre,.

## Structure interne

Comparaison entre la structure interne de la Terre et de la Lune.

La Lune est composée de trois grandes couches internes : la croûte lunaire, le manteau lunaire et le noyau lunaire.

### Croûte
La croûte lunaire est principalement composée de 4 types de minéraux : on y retrouve le feldspath plagioclase, le pyroxène, l'olivine et l'ilménite. Elle est constituée d'anorthosites. Ceux-ci sont en fait des roches plutoniques.
La croûte lunaire est faite de roches semblables à du granite, qui ont beaucoup de calcium. L'épaisseur est différente entre la face cachée et la face visible de la Lune. Pour la face cachée, elle serait d'environ 90 km, alors qu'elle serait située entre 40 et 50 km pour la face visible.

### Manteau
Les modèles actuels considèrent qu'une grande partie de la Lune aurait été initialement en fusion, formant un océan de magma couvrant toute la surface de la Lune. Pendant la cristallisation de cet océan de magma, des minéraux comme l'olivine et le pyroxène auraient précipité et coulé au fond du magma pour former le manteau lunaire. La cristallisation ayant été accomplie environ aux trois-quarts, du plagioclase anorthositique aurait commencé à se cristalliser, surnageant du magma en raison de sa faible densité, et formant ainsi une croûte anorthositique.
Ainsi, les éléments dit « incompatibles » (c'est-à-dire ceux qui se concentrent préférentiellement en phase liquide) auraient progressivement été concentrés dans le magma pendant sa cristallisation, formant un magma riche en KREEP.

### Noyau
Le noyau lunaire, très chaud (près de 1 500 °C) est constitué de fer et de nickel.

## Activité géologique

### Activité volcanique
L'épaisseur moyenne des couches de roches volcaniques des mers lunaires est de 2,8 km, mais avec des variations latérales importantes : en moyenne 7,9 km au sein des grands bassins contre 1,6 km au-dehors. Leur volume est estimé à 18,2 × 106 km3, auxquels il faut ajouter 2,2 × 106 km3 pour les cryptomers (roches volcaniques du même type mais occultées par des dépôts plus récents). Le volume des autres formations volcaniques (intrusions crustales associées à des anomalies gravimétriques linéaire, épanchements au fond de cratères d'impact, dykes annulaires, grabens et constructions volcaniques sous-jacentes) est estimé à 9,1 × 106 km3. L'activité intrusive domine sur la face cachée (rapport intrusif/extrusif de 5/2), tandis que le volcanisme extrusif est majoritaire sur la face visible (1/5). Le volume total (intrusif et extrusif) est trois fois plus grand du côté visible que du côté caché.
La composition isotopique du plomb dans plusieurs minéraux des météorites lunaires Miller Range 13317 et Kalahari 009, constituées de fragments de basalte, a permis d'en calculer l'âge de cristallisation : 4 332 ± 2 et 4 369 ± 7 millions d'années (Ma), respectivement. Le volcanisme lunaire a donc commencé aussitôt après la cristallisation de l'océan magmatique lunaire (environ 4 370 Ma d'après les âges-modèles déduits des compositions isotopiques de Nd, Hf et Pb). L'essentiel du volcanisme lunaire date de plus de trois milliards d'années (Ga) et la roche volcanique lunaire la plus jeune connue date d'environ 2 Ga. Les basaltes rapportés de la face cachée par la sonde chinoise Chang'e 6 ont des âges compris entre 4 203 ± 4 et 2 807 ± 3 Ma.
Il n'existe aucune preuve d'une activité volcanique actuelle mais il n'est pas certain que cette activité ait cessé, car il existe différents indices d'un volcanisme vieux de seulement une centaine voire quelques dizaines de millions d'années. Le sol du cratère d'impact Ina, situé dans le lacus Felicitatis et observé par la mission spatiale Clementine, n'a pas la couleur résultant des pluies de météorites et des radiations solaires, et pourrait résulter de la libération de gaz enfoui sous la surface. La sonde Lunar Reconnaissance Orbiter a par ailleurs observé près de 70 sites dont l'activité volcanique pourrait dater de moins de 100 Ma,. En 2024, la datation uranium-plomb de trois billes de verre silicaté d'origine volcanique montre qu'ils se sont formés il y a 123 ± 15 Ma,. La richesse du verre en terres rares et en thorium suggère que ce volcanisme récent est lié à un enrichissement en éléments radioactifs de la source mantellique du magma.

### Activité tectonique
Des planétologues, en analysant les images de la sonde Lunar Reconnaissance Orbiter, ont mis en évidence l'existence d'escarpements de failles particuliers, appelés lobate scarps (escarpements lobés), sur des sols lunaires inférieurs à un milliard d’années et peut-être même de seulement 100 millions d’années. Ils défendent l'hypothèse que ces escarpements ont pour origine une contraction de la Lune en raison de son refroidissement. En effet, pendant cette période, le diamètre de la Lune aurait diminué de 200 mètres.
Contrairement à l'idée répandue qui fait de la Lune un « astre mort », l'astre garde une activité tectonique : il s'est refroidi suffisamment vite pour que la convection mantellique ait disparu depuis plus de 3 milliards d'années mais, a priori, pas la contraction thermique qui se poursuit.
Une modélisation globale de l'évolution thermique et des contraintes internes à la Lune explique l'ensemble des failles (essentiellement de chevauchement) par la combinaison de la contraction thermique (isotrope), de la récession orbitale, du ralentissement de la rotation et de la charge pondérale des éjectas du cratère Aitken (à l'origine d'un basculement de l'axe de rotation). L'activité tectonique récente, voire actuelle, résulte des contraintes récentes (seulement dues à la contraction) mais aussi de contraintes anciennes non encore relaxées.